# Baby Dodds
Warren "Baby" Dodds (Nova Orleans, Louisiana, 24 de dezembro de 1898 - Chicago, 14 de fevereiro de 1959) foi um baterista de jazz.
"Baby" Dodds foi o irmão caçula do clarinetista Johnny Dodds. Ele é considerado um dos melhores bateristas de jazz da época pré-big band, e um dos mais importantes bateristas precoces de jazz. Dodds foi um dos primeiros bateristas a improvisar durante as gravações.